# Minh Lập, Chơn Thành
Minh Lập là một xã thuộc thị xã Chơn Thành, tỉnh Bình Phước, Việt Nam.

## Địa lý
Xã Minh Lập nằm ở phía đông bắc thị xã Chơn Thành, có vị trí địa lý:
- Phía đông giáp thành phố Đồng Xoài và huyện Đồng Phú với ranh giới là sông Bé
- Phía tây giáp các xã Minh Thắng và Quang Minh
- Phía nam giáp xã Minh Thắng và tỉnh Bình Dương
- Phía bắc giáp huyện Hớn Quản.

Xã có diện tích 48,98 km², dân số năm 1999 là 4.855 người, mật độ dân số đạt 99 người/km².

## Lịch sử
Trước đây, Minh Lập là một xã thuộc huyện Bình Long cũ.
Ngày 20 tháng 2 năm 2003, huyện Bình Long được chia thành hai huyện Bình Long và Chơn Thành, xã Minh Lập chuyển sang trực thuộc huyện Chơn Thành.
Từ ngày 1 tháng 10 năm 2022, xã Minh Lập thuộc thị xã Chơn Thành như hiện nay.